# Ciudad imperial de Thang Long
La Ciudad Imperial de Thang Long (en vietnamita: Hoàng Thành Thăng Long) es un antiguo lugar en Hanói, Vietnam. Muchas dinastías vietnamitas construyeron sus palacios aquí para gobernar el país. Es muy conocida por su patrimonio arquitectónico. La ciudad imperial de Thang Long fue declarada Patrimonio de la Humanidad por la Unesco en el año 2010.
Antigua capital imperial donde la extensión y el estilo de su ciudad imperial eran similares a la Ciudad Prohibida de Pekín.
Los palacios reales y la mayor parte de las estructuras de Thang Long quedaron en diversos estados de deterioro a finales del siglo XIX con la agitación de la conquista francesa de Hanói. En el siglo XX muchas de las estructuras restantes fueron derribadas . Solo en el siglo XXI quedaron las bases de la ruina de la Ciudad Imperial Thang Long  que fueron excavadas sistemáticamente .
El sector central de la ciudadela imperial fue incluido en Patrimonio de la Humanidad de la Unesco, el 31 de julio de 2010 en su reunión de Brasil. 
Restos de la ciudad imperial fueron descubiertos en el sitio del antiguo Ayuntamiento de Ba Đình cuando la estructura fue derribada en 2008 para dar paso a un nuevo edificio del Parlamento. Varios restos arqueológicos descubiertos fueron llevados al Museo Nacional donde se exponen . Hasta el momento solo una pequeña fracción de Thang Long ha sido excavada.